# Stadmania oppositifolia
Stadmania oppositifolia är en kinesträdsväxtart. Stadmania oppositifolia ingår i släktet Stadmania och familjen kinesträdsväxter.

## Underarter
Arten delas in i följande underarter:
- S. o. oppositifolia
- S. o. rhodesica
- S. o. grevei